# Stefano Guberti
Stefano Guberti (Cagliari, Italia, 6 de noviembre de 1984) es un exfutbolista italiano, Jugaba de centrocampista.

## Clubes
| Club                  | País   | Año       |
| --------------------- | ------ | --------- |
| Alguero               | Italia | 2004-2005 |
| Sassari Torres        | Italia | 2005-2006 |
| Ascoli Calcio         | Italia | 2006-2008 |
| AS Bari               | Italia | 2009      |
| AS Roma               | Italia | 2009-2010 |
| UC Sampdoria (cesión) | Italia | 2010      |
| UC Sampdoria          | Italia | 2010-2011 |
| AS Roma               | Italia | 2011-2012 |
| Torino (cesión)       | Italia | 2011-2012 |
| Perugia               | Italia | 2015-2017 |
| Robur Siena           | Italia | 2017-2020 |
| Latte Dolce           | Italia | 2020-2021 |
| Robur Siena           | Italia | 2021-2022 |